# Natura 2000-område nr. 1 Skagens Gren og Skagerrak
Natura 2000-område nr. 1 Skagens Gren og Skagerrak er en naturplan under det fælleseuropæiske Natura 2000-projekt. Området er udpeget som EU-habitatområde, og hovedparten af landområdet ved Grenen er fredet. Grenen er et et veludviklet rimme-dobbe system, med en fri udvikling af
vegetationen. Det er et område i fortsat geologisk udvikling, hvor der stadig
dannes nyt land og klitter på Skagen Nordstrand, og området rummer mange klittyper.
Grenen er en vigtigt fugletrækslokalitet og rummer også flere sjældne planter.
Natura 2000-planen er koordineret med den vandplan 1.1 Nordlige Kattegat, Skagerrak, for et område af Skagerrak nord for grenen, hvilket har ført til en udvidelse af Natura 2000-området i havet ned langs kysten, langs Tannis Bugt, til Hirtshals .
I 1940 blev 262 hektar af Grenen fredet, og i 2007 blev yderligere 670 hektar og et havområde omkring på 1.000 hektar fredet.
Natura 2000-området ligger i Frederikshavn Kommune

## Eksterne kilder og henvisninger
1. ↑  Om fredningen  på fredninger.dk

- Kort over området

- Naturstyrelsen. "Naturplanen 2022-27" (PDF). naturstyrelsen.dk. Arkiveret (PDF) fra originalen 26. marts 2021. Hentet 8. maj 2024.

- Naturplanen 2016-2021
- Vandplan 1.1 Nordlige Kattegat, Skagerrak (Webside ikke længere tilgængelig)
- 2010-2015
- Basisanalysen juni 2007
- Naturstyrelsen. "Basisanalysen 2016-2021" (PDF). naturstyrelsen.dk. Arkiveret fra originalen (PDF) 31. august 2021. Hentet 8. maj 2024.